# Mohamed Ridouani
Mohamed "Mo" Ridouani (Leuven, 24 juni 1979) is een Belgisch politicus voor Vooruit. Sinds januari 2019 is hij burgemeester van Leuven.

## Biografie

### Jeugd en opleiding
Mohamed Ridouani groeide op in de Mussenwijk, een arbeidswijk in Leuven en is de oudste van zes kinderen. Zijn ouders migreerden begin jaren 70 vanuit een Berbers dorpje in het Rifgebergte in de provincie Nador (Marokko) naar Leuven.
Hij doorliep zijn secundaire school aan het Koninklijk Atheneum Redingenhof te Leuven, waar hij afstudeerde in 1997 in de richting Economie-Wiskunde. Vervolgens studeerde hij af als licentiaat handelswetenschappen aan de KU Leuven. Later behaalde hij tevens een postacademische specialisatie internationale betrekkingen. Hierop aansluitend werkte hij vier jaar als bedrijfsconsultant bij Deloitte, een bedrijf gespecialiseerd in ondernemingsstrategie en -processen. Daarnaast was hij de oprichter en voorzitter van de Leuvense multiculturele vereniging Ahlan vzw, wat later zou uitgroeien tot het buddy-project.

### Politieke carrière
In 2007 ruilde Ridouani het bedrijfsleven in voor de politiek. Hij stelde zich op vraag van Stijn Bex kandidaat op de kartellijst sp.a-Spirit. Zo werd hij gemeenteraadslid en schepen voor Spirit te Leuven. Hij werd bevoegd voor personeelszaken, onderwijs, leefmilieu en diversiteit. Als lijsttrekker van de SLP tijdens de Vlaamse verkiezingen van 7 juni 2009 behaalde hij 2298 voorkeurstemmen in de kieskring Vlaams-Brabant. Niet voldoende om verkozen te worden. Daarnaast was hij ondervoorzitter van de SLP tot 18 september 2009, toen hij zijn overstap naar de sp.a bekendmaakte. Hij omschrijft zichzelf toen als een politicus aan de rechterkant van de sp.a.
In 2011 cumuleerde hij vijf mandaten, waaronder drie bezoldigde.
Bij de gemeenteraadsverkiezingen van 2012 werd hij opnieuw verkozen in de Leuvense gemeenteraad met 2.325 voorkeurstemmen. In de nieuwe legislatuur werd hij opnieuw schepen, met als bevoegdheden personeelszaken, onderwijs, economie, leefmilieu en vastgoed. In 2014 stond hij bij de Kamerverkiezingen op de derde plaats op de Vlaams-Brabantse lijst, maar hij werd niet verkozen. In december 2015 werd hij voorgesteld als kandidaat-opvolger van Louis Tobback als burgemeester te Leuven. Eveneens in december 2015 werd hij door de Leuvense sp.a-afdeling verkozen tot lijsttrekker bij de gemeenteraadsverkiezingen van 2018, hij was de enige kandidaat.
Bij die verkiezingen van 14 oktober 2018 behaalde hij met zijn partij 25,9 percent van de stemmen, met een persoonlijke score van 10.059 voorkeurstemmen. Nog diezelfde avond vormde hij met zijn partij een coalitie met Groen en de CD&V en werd Ridouani voorgedragen als burgemeester.
Bij de federale verkiezingen van 2019 was Ridouani lijstduwer van de Vlaams-Brabantse sp.a-lijst. Hij haalde 9.479 voorkeursstemmen, wat niet voldoende was om in de Kamer van volksvertegenwoordigers te zetelen.
Bij de gemeenteraadsverkiezingen van 2024 was Ridouani opnieuw lijsttrekker van Vooruit in Leuven. Hij was zo kandidaat om zichzelf op te volgen als burgemeester. Vooruit werd op de verkiezingsdag de grootste partij in Leuven met 41,7% van de stemmen, het beste resultaat ooit voor de socialistische partij in de stad. Ridouani bleef de populairste kandidaat met 13.483 voorkeurstemmen (29,6% van de uitgebrachte stemmen). Met 23 van de 47 zetels in de gemeenteraad — een winst van 9 zetels ten opzichte van de vorige verkiezingen — kreeg Ridouani als lijsttrekker van Vooruit het initiatief om een nieuwe bestuurscoalitie te vormen. De bestaande coalitie met Groen en CD&V werd voortgezet.

## Gedachtegoed
Ridouani staat voor inclusieve innovatie en vooruitgang via samenwerking met inwoners, kennisinstellingen en organisaties. Op zijn initiatief werd het buddy-project, dat voorziet in naschoolse begeleiding voor maatschappelijk kwetsbare leerlingen door vrijwilligers en studenten die een lerarenopleiding volgen, in Leuven gestart. Daarnaast is Ridouani de drijvende kracht achter Leuven 2030, een grootschalig samenwerkingsmodel rond het klimaatplan, waarin Leuven streeft om tegen 2030 de eerste klimaatneutrale Vlaamse stad te worden. Ridouani heeft ook Leuven MindGate geïnitieerd, een economisch platform met 400 leden dat om Leuven op de kaart te zetten als topregio op vlak van gezondheidszorg, hightech en creativiteit.

## Publicaties
- Mohamed Ridouani, Verbinden boven verdelen, Lannoo, 2018, 114 p.

## Onderscheidingen
- 2022: Mayor of Europe